# Heinrich Zeise (Fabrikant)
Heinrich Zeise (* 26. Dezember 1793 in Kellinghusen; † 18. September 1863 in Altona) war ein deutscher Apotheker, Techniker und Fabrikant.

## Leben und Wirken
Heinrich Zeise war ein Mitglied der Familie Zeise. Sein Vater Carl Friedrich Zeise (* 6. März 1760 in Altona; † 1813 in Wandsbek) arbeitete als Apotheker in Kellinghusen. Er war ein Sohn des Pastors Heinrich Zeise. Zeises Mutter Christiana Georgina Henriette, geborene Claar, (* 26. März 1763 in Rendsburg; †  30. Januar 1836 in Altona) war eine Tochter des Rendsburger Apothekers und Fabrikanten Christian Friedrich Gottlob  Claar und dessen Ehefrau Salome Charlotte, geborene Roloff.
Zeise erhielt anfangs privaten Unterricht im Haus seiner Eltern. Danach ging er auf die Schule des Rektors Christian Detlev Dose (1775–1860) in Segeberg. Der dortige Unterricht erfüllte die Erwartungen seiner Eltern nicht. Daher wechselte er wenig später zu einer Schule nach Heide. 1809 zog er zu seinem Onkel Peter Theodor Zeise (1757–1812) nach Altona, wo dieser als Kaufmann arbeitete. Bis 1812 absolvierte er eine Ausbildung bei dem Chemiker und Eigentümer der Löwen-Apotheke Johann Gottfried Schmeisser (1767–1837). Schmeisser weckte Zeises Interesse für Fragen und Experimente zu Chemie und Physik.
Zeise arbeitete nach der Lehre ein Jahr als Gehilfe in Schmeissers Löwen-Apotheke. Danach studierte er ab 1813 Pharmazie in Kopenhagen und half hier Hans Christian Ørsted und Jens Wilken Hornemann bei deren Kollegs. Am 15. April 1815 legte er das chemisch-pharmazeutische Examen mit Auszeichnung ab. Bis 1816 war er danach als Apotheker in Berlin tätig. Danach ging er nach Hamburg. 1818 kaufte er Friedrich Christian Fromm die Elephanten-Apotheke in Altona ab.
Zeise beschäftigte sich insbesondere damit, Wasserdampf nutzbringend einzusetzen. Er hatte ein Labor, in dem er einen Apparat für Kochdampf einrichtete. Dieses Gerät verbreitete sich schnell in vielen Apotheken. 1822/23 ließ er auf seinem Grundstück in Altona die erste medizinische Badeanstalt der Stadt erbauen. 1826 erweiterte er die Anlage. Sie bestand später aus einem russischen Ofendampfbad und Badeeinrichtungen für Seesalz-, Stahl-, Kräuter-, Schwefel- und Kastendampf. Er nutzte sein gesamtes Wohnhaus, um mit Dampfheizungen und Dampfkochern zu experimentieren.
Im Winter 1829/30, der streng war, gründete Zeise die Speiseanstalt für die Armen und Bedürftigen Altonas mit. 1830 übernahm er den Vorsitz der Einrichtung. Zeise erfand Dampfkochkessel, die er ständig optimierte. Mit den Kesseln konnten aus günstigen Nahrungsmitteln vollwertige Speisen angerichtet und günstig verkauft werden. 
Ab Ende der 1830er Jahre produzierte Zeise pharmazeutische Produkte für den Großhandel. Er baute dieses Geschäft ständig weiter aus und trennte sich 1844 von seiner Apotheke. Stattdessen gründete er eine Fabrik, die ätherische Öle herstellte und über eine Pulverisierungsanstalt verfügte. Darüber hinaus erfand Zeise eine fahrbare Feldküche, die während der Schleswig-Holsteinischen Erhebung von den Schleswig-Holsteinern genutzt wurde. Da sich das Gerät als tauglich erwies, fand es rasch Verbreitung bei anderen Armeen.
Zeise schrieb wiederholt über die technische Anwendung des Wasserdampfes. Darüber hinaus setzte er sich intensiv mit der Luftfahrt auseinander und referierte oft zu naturwissenschaftlichen und technischen Themen. Am 4. November 1849 fand ein Flug eines Freiballons über Holstein statt, bei dem aerodynamische Messungen vorgenommen werden sollten. Zeise nahm daran unter und schrieb darüber 1850 in „Die Aeronautik früher und jetzt“. Hierin sind Überlegungen zu einer Reise per Luftschiff nach Amerika zu finden, bei denen das Gefährt eine technisch überraschend moderne Ausstattung hat.
Von 1848 bis 1853 engagierte sich Zeise als Stadtverordneter Altonas. Er versuchte, hier eine Gasbeleuchtung einzuführen und die Situation der städtischen Krankenhäuser zu optimieren. Er stand mehrere Jahre dem Altonaer Bürgerverein vor, wurde 1838 Vorstand der Sonntagsschule und übernahm von 1846 bis 1848 die Direktion der Sparkasse. 1837 gründete er einen naturwissenschaftlichen Verein. Aus diesem Grund wurde er zum Ehrenmitglied mehrerer naturwissenschaftlicher Gesellschaften ernannt.

## Familie
Heinrich Zeise heiratete am 2. Januar 1819 in Altona Juliane (Julie) Cordts (* 5. Juli 1798 ebenda). Ihre Eltern waren Johann Diederich Cordts und Anna Catharina, geborene Schmidt. Aus dieser Ehe Zeises stammten zwei Töchter und drei Söhne, darunter der Dichter Heinrich Zeise. Julie Zeise starb am 3. Dezember 1843 in Altona. 
Am 15. Juni 1859 heiratete Zeise Louise Josephine Jeanette Schmeisser (* 20. Februar 1804 in Altona; † 29. November 1884 ebenda), die Tochter seines früheren Lehrvaters Johann Gottfried Schmeisser, ihre Mutter war Louise Janette, geb. Texier (1781–1815).